# Jesuitenkolleg Baden-Baden

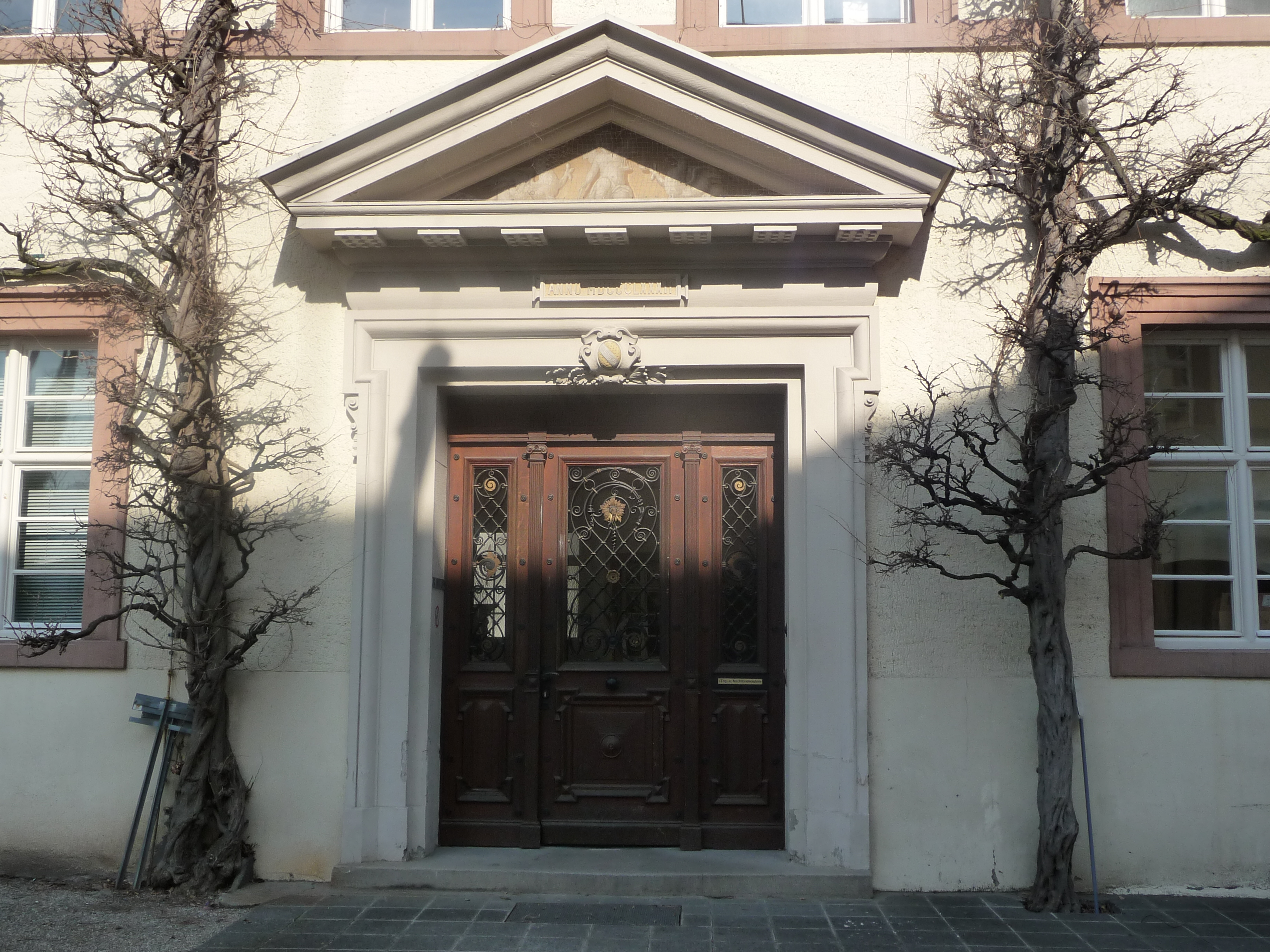
Portal im Innenhof des heutigen Rathauses

Das Jesuitenkolleg Baden-Baden war eine Jesuitenschule in Baden-Baden. Das Gebäude dient der Stadt heute als Rathaus.

## Geschichte
Die Gründung des Jesuitenkollegs durch den Jesuitenorden erfolgte 1622 im Rahmen der Einführung der Gegenreformation in der Markgrafschaft Baden-Baden durch Markgraf Wilhelm von Baden. Mit der Aufhebung des Ordens durch Papst Clemens XIV. im Jahr 1773 wurde das Kolleg zu einem weltlichen Lyzeum umgewandelt und das Theologiestudium ermöglicht. Zu den Professoren dieser Zeit gehörte Franz Xaver Werk. 1808 wurde das Badener Lyzeum mit der Piaristenschule in Rastatt vereinigt. Baden-Badens erster Ehrenbürger Josef von Lassolaye kaufte das Kollegsgebäude für 20.000 Gulden. Friedrich Weinbrenner gestaltete es 1809 zu einem Conversationshaus um. Dort eröffnete am 16. Juni 1812 unter Aufsicht der Behörde auch eine Spielbank. Nach deren Umzug in den neu erstellten rechten Seitenflügel des Kurhauses auf der linken Oos-Seite wurde der Gebäudekomplex 1862 schließlich zum Rathaus und zum Sitz der Stadtverwaltung. 1938 erfolgte ein erneuter Umbau.